# Luca Vigna
Luca Vigna (Pistoia, 17 agosto 1977) è un ex calciatore italiano, di ruolo centrocampista.
In carriera ha totalizzato 80 presenze in Serie B corredati da 6 reti.

## Carriera
Dopo un'esperienza in Serie D all'Aglianese, ha debuttato fra i professionisti con il Pontedera e poi ha giocato nel Montevarchi dove segnò 17 reti fra il 2001 e il 2002. In seguito l'Arezzo lo tesserò nel mercato invernale di inizio 2003 e con cui conquistò nel 2004 la promozione in Serie B.
Giocò nel campionato cadetto per tre stagioni: la prima ad Arezzo, la seconda al Pescara e la terza nuovamente ad Arezzo. In questo periodo con gli amaranto toscani raggiunge i quarti di finale della Coppa Italia 2006-2007 uscendo contro il Milan. Nei sedicesimi fu lui a segnare la rete del definitivo pareggio contro l'Udinese che condusse la gara ai rigori, poi vinta dai toscani. Rimase ad Arezzo anche in seguito alla retrocessione in Serie C1.
Ad inizio 2008 ha vissuto una parentesi all'Hellas Verona. La sua carriera è proseguita in Lega Pro Seconda Divisione al Gela, al Cassino e all'Isola Liri.
Dal novembre 2011 scende fra i dilettanti toscani passando alla Colligiana dove vince il campionato di Eccellenza Toscana 2012-2013.
Nel luglio 2013 firma con la Lanciotto Campi Bisenzio ancora in Eccellenza Toscana.

## Palmarès

### Club

#### Competizioni nazionali
- Campionato italiano Serie C: 1

Arezzo: 2003-2004
- Supercoppa di Lega di Serie C: 1

Arezzo: 2004

#### Competizioni regionali
- Eccellenza: 1

Colligiana: 2012-2013